# Літній одяг
«Літній одяг» (англ. Summer Wear) — науково-фантастичне оповідання Лайона Спрег де Кемпа, вперше опубліковане журналом «Startling Stories » в травні 1950 року. Належить до серії «Міжпланетні подорожі» (порт. Viagens Interplanetarias), перше з підсерії про планету Осіріс. Оповідання було перекладено португальською, голландською, італійською та німецькою мовами.

## Сюжет
Земляни Като Чепмен і Селія Зорн, відповідно комівояжер і модель, представники голлівудської фірми модного літнього одягу Грінфарб, відправляються на корабелі Viagens до планети Осіріс. Вони сподіваються створити ринок для продукції Грінфарба серед рептилій-осіріан, які замість одягу використовують татуювання.
На кораблі вони виявляють пару своїх конкурентів з французького модного будинку.
В результаті нечесних дій проти конкурентів, вони втрачають свої зразки, але заволодівають зразками конкурентів. На Осірісі вони укладаюсь вигідні угоди і повертаються на тому ж кораблі на Землю. Під час подорожі вони миряться зі своїми невдачливими конкурентами і утворюють 2 подружні пари.
На Землі їх чекає сюрприз: фарба для тіла осіріан стала модною за час їхньої майже дводесятилітньої відсутності, а їх роботодавці збанкрутували!